# Albert Mechelynck
Albert Josse Louis Mechelynck (Gent, 28 december 1854 - aldaar, 9 maart 1924) was een Belgisch liberaal politicus. Hij was advocaat, provincieraadslid, volksvertegenwoordiger en voorzitter van de Liberale Partij.

## Levensloop
Mechelynck was de zoon van de voorzitter van het hof van beroep in Gent, Louis Mechelynck (1818-1899) en van Pauline Delehaye (1827-1909), een dochter van de Gentse burgemeester Josse Delehaye. Albert studeerde aan het Atheneum aan de Ottogracht en aan de Gentse universiteit, waar hij in 1876 doctor in de rechten werd. In 1879 schreef hij zich in aan de Gentse balie, waar hij naam maakte. In 1880 trouwde hij met Anne Pauline Barbanson, uit de gelijknamige invloedrijke Brusselse familie, waar ook het lid van het Nationaal Congres en liberaal volksvertegenwoordiger Jean Barbanson toe behoorde, evenals Pierre-Théodore Verhaegen, de medestichter van de ULB en eveneens liberaal volksvertegenwoordiger.
In 1879 werd Mechelynck lid van het dagelijks bestuur van de Association libérale, constitutionelle et démocratique de l’arrondissement de Gand-Eeclo of arrondissementsfederatie. In 1884 werd hij verkozen tot provincieraadslid voor Oost-Vlaanderen. Tijdens zijn twintigjarig lidmaatschap ontwikkelde hij een politiek netwerk dat de liberale tenoren uit zijn tijd maar ook gematigde oppositiefiguren bereikte.
In 1904 werd hij verkozen tot volksvertegenwoordiger en bleef dit mandaat bekleden tot aan zijn dood. Van 1919 tot 1924 was hij ondervoorzitter van de Kamer.
Mechelynck was lid van de Gentse vrijmetselaarsloge Septentrion, waarvan hij van 1891 tot 1895 de Achtbare Meester was. Hij was een actief logelid en gaf in zijn werkplaats meer dan twintig voordrachten over onderwerpen van maatschappelijke of politieke aard.

## Eerste Wereldoorlog
Tijdens de Eerste Wereldoorlog maakte Mechelynck zich in Gent verdienstelijk als leider van het Gentse comité binnen het Nationaal Comité voor Hulp en Voedselvoorziening (Comité national de secours et d’alimentation), dat tot het einde van de oorlog actief was. Hij was ook een actief lid van het Comité voor Vaderlandslievende Acties dat het morele verzet tegen de bezetter stimuleerde. Als advocaat verleende hij juridische bijstand aan beklaagden van verzetsdaden die voor de Duitse rechtbanken moesten verschijnen.
In 1915 publiceerde hij La Convention de La Haye waarin hij uitgebreid verwees naar de internationale rechtsregels waaraan oorlogvoerende partijen zich te houden hadden. De verwijzingen naar door de Duitsers geschonden rechtsregels zetten kwaad bloed. Op 29 juni 1916 werd hij door de bezetter gearresteerd en op secreet geplaatst. In een geheime bijeenkomst op 1 juli gehouden beslisten de Gentse advocaten om als protest Mechelynck tot hun stafhouder te verkiezen. Dezelfde dag werd hij vrijgelaten. Drie weken later werd hij officieel als stafhouder geïntroniseerd.
In februari 1918 wilden de activisten van de Raad van Vlaanderen de macht overnemen. In Gent kwamen de parlementsleden bijeen, samen met burgemeester Emile Braun en ondertekenden een protestbrief, opgesteld door Mechelynck en gericht tot de Duitse keizer. Op 31 oktober 1918 werd Mechelynck met anderen als gijzelaar opgepakt maar enkele dagen later was de oorlog voorbij en kwam hij weer vrij.

## Voorzitter Liberale Partij
In 1913 werd binnen de Liberale Partij een commissie aangesteld die een nationale partijstructuur diende uit te werken, waarvan ook Mechelynck deel uitmaakte. In dat kader werd in juli 1913 een Landsraad opgericht, die de liberale parlementsleden en vertegenwoordigers van de provinciale en arrondissementiële afdelingen met elkaar verenigde. Aan het hoofd van deze Landsraad kwamen senator François Prosper Hanrez en volksvertegenwoordiger Charles Van Marcke de Lummen, wier functie te vergelijken viel met die van partijvoorzitter. In februari 1914 nam Van Marcke de Lummen ontslag als covoorzitter van de liberale Landsraad, waarna Mechelynck werd aangesteld tot zijn opvolger. Mechelynck en Hanrez bleven de Landsraad leiden tot Hanrez' dood in augustus 1920, daarna bleef Mechelynck als enige voorzitter over.
Na de oorlog ging zijn voornaamste aandacht uit naar de reorganisatie van de Liberale partij. Om het hoofd te bieden aan de nieuwe electorale situatie ontstaan door de invoering van het algemeen enkelvoudig stemrecht voor mannen, moest de partij volgens Mechelynck grondig worden hervormd, omdat de in 1913 opgezette partijstructuur in zijn ogen te archaïsch was geworden. In eerste instantie was het noodzakelijk de krachten echt te bundelen, wat de herstructurering tot een nationale partij veronderstelde. Hij slaagde erin alle verantwoordelijken hiervoor te motiveren en de Landsraad werd in februari 1920 uitgebreid met vertegenwoordigers van de liberale jongerenafdeling, terwijl het aantal vertegenwoordigers van de arrondissementiële associaties werd verhoogd. Edouard Pécher noemde hem de grote architect van de eengemaakte Liberale Partij, waardoor Mechelynck als de eerste officiële voorzitter van de Liberale Partij werd beschouwd. In juni 1921 trad Mechelynck af als voorzitter van de liberale Landsraad en werd Edouard Pécher tot zijn opvolger benoemd.
Mechelynck begreep dat de kiesstrijd zich voortaan in elke wijk en dorp zou gaan afspelen, nu aan de massa een doorslaggevende rol was toebedeeld bij de aanduiding van mandatarissen en de verdeling van de politieke macht. Onder zijn impuls werden honderden lokale liberale kringen opgericht, voor het directe contact met de kiezer. Zo waren er in 1928 in Gent al meer dan vijftien dergelijke kringen.
Op 8 maart 1924, een dag voor zijn overlijden, werd Mechelynck benoemd tot minister van Staat, zeldzame eer voor een parlementslid dat geen ministeriële verantwoordelijkheid had gedragen. Op 13 maart werd hij begraven op de Westerbegraafplaats in zijn geboortestad.

## Huldebetoon

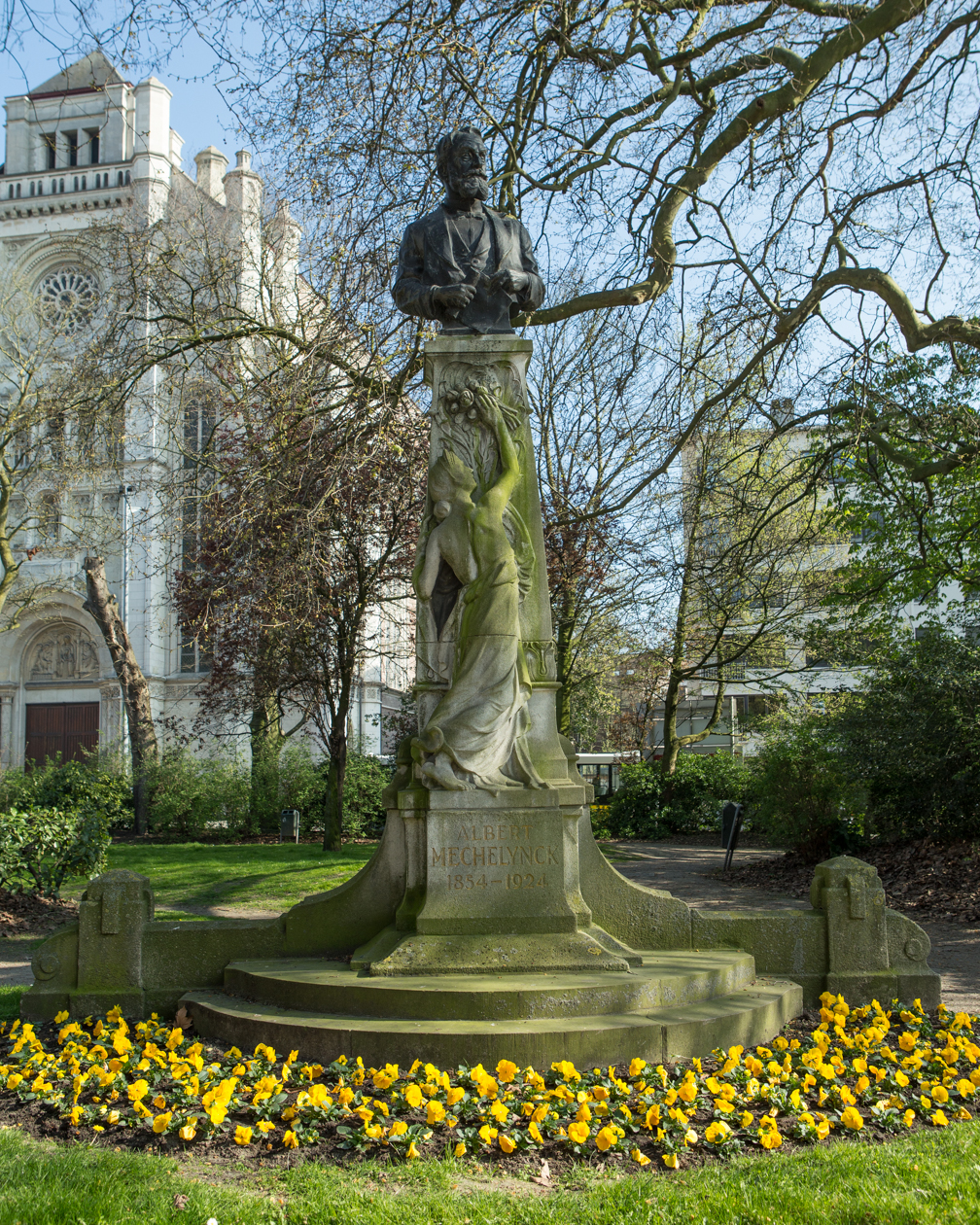
Standbeeld van Mechelynck door Hippolyte Leroy in Gent

Na zijn overlijden nam een comité onder de leiding van Camille De Bast en Victor Carpentier het initiatief om, met de steun van het stadsbestuur, een monument voor Mechelynck op te richten. Het standbeeld, gemaakt door Hippolyte Leroy, verrees in 1925 op het Sint-Annaplein.
Tijdens de Tweede Wereldoorlog werd het bronzen borstbeeld van Mechelynck door Duitsgezinde Gentenaars verwijderd en in de Schelde gedumpt. Na de oorlog werd het opgevist, opgeknapt en op zijn sokkel teruggeplaatst.